# Cleveland Trust Company Building
Le Cleveland Trust Company Building est un bâtiment construit en 1907, conçu par George B. Post et situé à l'intersection de East 9th Street et d'Euclid Avenue dans le centre-ville de Cleveland, dans l'Ohio aux États-Unis. Le bâtiment est un mélange de styles architecturaux beaux-Arts, néoclassique et renaissance. Il comprend une rotonde vitrée, une sculpture en tympan et des peintures murales intérieures.

## Description
En 1910, le Swetland building (en) de 13 étages, de style école de Chicago, est construit à l'est du bâtiment. En 1971, la tour Cleveland Trust Tower (en) de 29 étages, de style brutaliste, est construite du côté sud. Le Cleveland Trust Company Building fait l'objet d'une importante rénovation intérieure de 1972 à 1973, mais est fermé au public en 1996. Le comté de Cuyahoga achète les trois bâtiments dans le cadre du « complexe Ameritrust » en 2005. En 2013, le Cleveland Trust Company Building est vendu à Geis Cos., qui le rénove (ainsi qu'une partie du Swetland Building) et le transforme en épicerie. Le sous-sol de l'ancienne banque est devenu un bar et une discothèque. Une grande partie, mais pas la totalité, des éléments architecturaux et d'aménagement d'intérieur d'origine du Cleveland Trust Company Building ont été conservés.
Le Cleveland Trust Building est ajouté au Registre national des lieux historiques (National Register of Historic Places) en 1973.